# 짐승 (2011년 영화)
"짐승"은 2011년에 개봉한 대한민국의 영화이다.

## 캐스팅
- 정석원: 강태훈 역
- 전세현: 유세연 역
- 이나리: 강보라 역
- 이도현: 정오탁 역
- 이유하: 정영지 역
- 유상재: 박 대위 역
- 김광일: 장은준 역
- 윤봉길: 정 실장 역
- 김민석: 장현우 역
- 장준영: 조민수 역
- 김영훈: 재규 역
- 주하성: 제비 역
- 송요셉: 민 피디 역
- 유지현: 체리 역
- 김서현: 대대장 역
- 김봉성: 마스크맨 역
- 서진원: 오 형사 역
- 하인환: 황 형사 역
- 정준환: 한만철 역
- 조하영: 동사무소여직원 역
- 홍의민: 자전거남자 역
- 정영미: 당직간호사 역
- 한덕호: 한창준 실장 역
- 김현수: IDC담당직원 역
- 이태민: 성인피시방알바 역
- 채송아: 여직원 역
- 박지원: 헬스트레이너 역
- 추귀정: 푸들 아줌마 역
- 유순웅(특별출연)